# Піт Бранденбургер
Піт Бранденбургер (6 серпня 1995) — люксембурзький плавець. Учасник Чемпіонату світу з водних видів спорту 2017, де в попередніх запливах на дистанції 200 метрів вільним стилем посів 51-ше місце і не потрапив до півфіналу.